# Mai Buch
Mai Buch (født 16. februar 1951) er en dansk erhvervskvinde, der var økonomidirektør ved Det Kongelige Teater i perioden 1992-1998 og direktør for it- og teleområdet i Forskningsministeriet i perioden 1999-2000.  Hun kom til Det Kongelige Teater på et tidspunkt, hvor teateret havde store økonomiske problemer og alle medier skrev om hvordan pengene forvandt ned i et stort sort hul. Hun fik i løbet af få år etableret en professionel økonomistyring og bragt teatrets økonomi på fode igen. I Forskningsministeriet havde hun ansvaret for at digitalisere den offentlige sektor og hun var ophavsmand til etableringen af et nationalt IT-fyrtårn - Det Digitale Nordjylland.
Mai Buch er civilingeniør fra DTU 1975. Efter en lang karriere i staten startede hun - da dotcom bølgen var på sit højeste - i 2000 IT-virksomheden Competencehouse. 
Mai Buch er formand for Rådet For Offentligt Privat Samarbejde og tidligere medlem af Konkurrencerådet. Hun er endvidere formand for Teatercentrum. 
https://www.computerworld.dk/art/61696/mai-buch-ny-it-direktoer
http://www.rops.dk/om-raadet/medlemmer/ (Webside+ikke+længere+tilgængelig)
http://www.teatercentrum.dk/mission-og-bestyrelse.asp
http://www.competencehouse.dk
http://www.kristeligt-dagblad.dk/artikel/408823:Mennesker--Mai-Buch-fik-Det-Kongelige-Teaters-oekonomi-paa-fode

## Eksternt link
Profil på KVINFOs database